# Geelong
Geelong je průmyslové město ležící při cestě na poloostrov Bellarine Peninsula v australském státě Victoria. Je asi 60 km vzdálené od Melbourne. Hlavní atrakcí města je národní museum vlny. Nedaleko je letiště Avalon Airport. V roce 2016 zde žilo 188 180 lidí.

## Partnerská města
- Lien-jün-kang, Čína
- Izumiotsu, Ósaka, Japonsko